# Gran Premi de l'Argentina de motociclisme de 2014
El Gran Premi de l'Argentina de motociclisme de 2014 fou la tercera cursa de la temporada 2014 de motociclisme. La cursa es disputà a l'Autòdrom Internacional Termas de Río Hondo (Termas de Río Hondo, Argentina) el dia 27 d'abril de 2014.

## Resultats

### MotoGP
| Pos                    | No | Pilot            | Moto           | Voltes | Temps     | Sortida | Punts |
| ---------------------- | -- | ---------------- | -------------- | ------ | --------- | ------- | ----- |
| 1                      | 93 | Marc Márquez     | Honda          | 25     | 41:39.821 | 1       | 25    |
| 2                      | 26 | Dani Pedrosa     | Honda          | 25     | +1.827    | 3       | 20    |
| 3                      | 99 | Jorge Lorenzo    | Yamaha         | 25     | +3.201    | 2       | 16    |
| 4                      | 46 | Valentino Rossi  | Yamaha         | 25     | +4.898    | 6       | 13    |
| 5                      | 6  | Stefan Bradl     | Honda          | 25     | +15.029   | 9       | 11    |
| 6                      | 29 | Andrea Iannone   | Ducati         | 25     | +19.447   | 8       | 10    |
| 7                      | 38 | Bradley Smith    | Yamaha         | 25     | +24.192   | 7       | 9     |
| 8                      | 44 | Pol Espargaró    | Yamaha         | 25     | +29.118   | 11      | 8     |
| 9                      | 4  | Andrea Dovizioso | Ducati         | 25     | +33.673   | 5       | 7     |
| 10                     | 7  | Hiroshi Aoyama   | Honda          | 25     | +43.279   | 16      | 6     |
| 11                     | 69 | Nicky Hayden     | Honda          | 25     | +43.352   | 12      | 5     |
| 12                     | 68 | Yonny Hernández  | Ducati         | 25     | +44.819   | 17      | 4     |
| 13                     | 17 | Karel Abraham    | Honda          | 25     | +45.178   | 15      | 3     |
| 14                     | 45 | Scott Redding    | Honda          | 25     | +48.656   | 13      | 2     |
| 15                     | 41 | Aleix Espargaró  | Forward Yamaha | 25     | +52.250   | 4       | 1     |
| 16                     | 8  | Hèctor Barberà   | Avintia        | 25     | +53.505   | 21      |       |
| 17                     | 51 | Michele Pirro    | Ducati         | 25     | +53.669   | 19      |       |
| 18                     | 70 | Michael Laverty  | PBM            | 25     | +56.570   | 20      |       |
| 19                     | 63 | Mike Di Meglio   | Avintia        | 25     | +1:03.140 | 22      |       |
| 20                     | 5  | Colin Edwards    | Forward Yamaha | 25     | +1:05.760 | 14      |       |
| 21                     | 23 | Broc Parkes      | PBM            | 25     | +1:16.722 | 18      |       |
| Ret                    | 19 | Álvaro Bautista  | Honda          | 0      | Accident  | 10      |       |
| Ret                    | 9  | Danilo Petrucci  | ART            | 0      | Accident  | 23      |       |
| OFFICIAL MOTOGP REPORT |    |                  |                |        |           |         |       |